# Hols församling
Hols församling är en församling i Kullings kontrakt i Skara stift. Församlingen ligger i Vårgårda kommun i Västra Götalands län. Församlingen ingår i Vårgårda pastorat.

## Administrativ historik
Församlingen har medeltida ursprung. 
Församlingen var till 1962 moderförsamling i pastoratet Hol, Siene och Horla. Från 1962 till 1992 var den annexförsamling i pastoratet Lena, Bergstena, Fullestad, Hol, Siene och Horla. Från 1992 till 2002 var den annexförsamling i pastoratet Lena-Bergsten, Fullestad, Hol, Siene och Horla. År 2002 uppgick i denna församling Siene och Horla församlingar och församlingen ingår sedan dess i Vårgårda pastorat.

## Kyrkor
- Hols kyrka
- Siene kyrka
- Horla kyrka